# Verfassungsvereinbarung
Verfassungsvereinbarung heißt der Vorgang, bei dem zwei (oder mehr) Mächte in einem Staat sich auf eine Verfassung verständigen. Der Begriff stammt aus der Zeit des Konstitutionalismus bzw. der konstitutionellen Monarchie vor allem im 19. Jahrhundert. In der Regel handelt es sich bei den Mächten um den Monarchen einerseits und die Volksvertretung andererseits. Das Gegenteil einer vereinbarten (auch: „paktierten“) Verfassung ist eine oktroyierte Verfassung. Sie wird vom Monarchen einseitig in Kraft gesetzt.

## Art der Vereinbarung
Der Unterschied zwischen einer vereinbarten und einer oktroyierten Verfassung ist im historischen Rückblick nicht immer ganz trennscharf gewesen. So konnte eine Verfassung bereits zwischen beiden Seiten ausgehandelt worden sein, die Inkraftsetzung aber ohne formelle Zustimmung einer Seite geschehen sein. Eventuell war der Vereinbarungspartner des Monarchen kein modernes Repräsentativparlament, sondern eine altständische Landesversammlung. Eine Verfassung konnte im Konstitutionalismus aber auch als vereinbart angesehen werden, wenn das Volk später an Wahlen teilnahm und sie damit durch konkludentes Verhalten anerkannte.
Die Liberalen waren der Meinung, dass eine Verfassung vereinbart sollte sein; die Demokraten fanden, dass aufgrund der Volkssouveränität die Volksvertretung allein entscheiden sollte. Politischer Hintergrund der Verfassungen im 19. Jahrhundert war ein Kompromiss zwischen Monarch und Liberalen, laut Huber mit der Absicht, „die überlieferte monarchische Herrschaftsgewalt mit bürgerlichen Freiheits- und Mitbestimmungsrechten zu vereinen.“ Die Verfassungen gingen auch nicht von demokratischer Gleichheit der Untertanen aus: Grundbesitzende Adelige erhielten besondere Mitspracherechte über die Ersten Kammern, reiche Bürger über ein ungleiches Wahlrecht zu den Zweiten Kammern.
Hatte ein Monarch eine Verfassung oktroyiert oder einer vereinbarten Verfassung zugestimmt, so war er an sie gebunden. Verfassungsänderungen mussten nach dem Wege zustande kommen, wie er in der Verfassung selbst beschrieben wurde. Hob der Monarch eine Verfassung einseitig wieder auf, verlor er in der Gesellschaft stark an Ansehen.
Im demokratischen Staat ist es auch denkbar, dass eine Verfassung zunächst von einer Versammlung ausgearbeitet und dann vom Volk in einer Volksabstimmung bestätigt wird, bevor sie in Kraft tritt. Das war der Fall in Frankreich 1946 und der Verfassung der Fünften Französischen Republik 1958 sowie bei einigen Verfassungen deutscher Bundesländer.
Ein Problem eigener Art besteht darin, dass in einem verfassungslosen Staat oft auch keine Volksvertretung existiert, mit der die Verfassung vereinbart werden könnte. In so einer Situation kann der Monarch eine vorläufige Volksvertretung wählen lassen und mit dieser die Verfassung vereinbaren. In manchen Fällen, wie in Mecklenburg-Schwerin, gab es bereits eine ständische Versammlung, die man nicht übergehen konnte. Eine solche Ständevertretung war aber eventuell nicht bereit, einer modernen Repräsentativverfassung zuzustimmen (und damit sich selbst abzuschaffen).

## Verfassungen des deutschen Nationalstaates
| Anlass bzw. Einigungsversuch                             | Vorvertrag oder andere Grundlage                              | verfassungsvereinbarende oder verfassungsgebende Versammlung | weitere Partner der Verfassungsgebung                                                    | Entwurf, Vorlage oder Vorbild; Verfassung                         | Anmerkungen                                                                                      |
| -------------------------------------------------------- | ------------------------------------------------------------- | ------------------------------------------------------------ | ---------------------------------------------------------------------------------------- | ----------------------------------------------------------------- | ------------------------------------------------------------------------------------------------ |
| Deutsches Reich 1848/1849, vorläufige Verfassungsordnung | Bundeswahlgesetz März/April 1848                              | Frankfurter Nationalversammlung                              | (Anerkennung des Reichsverwesers durch Bundestag)                                        | Zentralgewaltgesetz Juni 1848                                     | führte zur Provisorischen Zentralgewalt und Reichsgesetzgebung                                   |
| Deutsches Reich 1848/1849, Reichsverfassung              | Bundeswahlgesetz März/April 1848                              | Frankfurter Nationalversammlung                              | (Zustimmung durch u. a. Note der Achtundzwanzig)                                         | Siebzehnerentwurf; Frankfurter Reichsverfassung vom 28. März 1849 | durch Widerstand der größeren Staaten nicht wirksam geworden                                     |
| Erfurter Union                                           | Dreikönigsbündnis                                             | Erfurter Unionsparlament                                     | Regierungen vertreten im Verwaltungsrath                                                 | Frankfurter Reichsverfassung; Erfurter Unionsverfassung           | Unionsvorstand König Friedrich Wilhelm IV. setzte trotz Verfassungsgebung keine Unionsorgane ein |
| Norddeutscher Bund                                       | Augustbündnis                                                 | konstituierender Reichstag                                   | „verbündete Regierungen“ (kein formelles Gremium)                                        | Verfassung des Norddeutschen Bundes                               | Staatsgründung                                                                                   |
| Deutsches Kaiserreich                                    | Novemberverträge                                              | Norddeutscher Reichstag Bundesrat                            | Landtage der betroffenen Staaten                                                         | Verfassung des Deutschen Bundes                                   | keine Staatsgründung, nur Beitritt Süddeutschlands                                               |
| Weimarer Republik                                        | Wahlordnung des Rates der Volksbeauftragten 30. November 1918 | Weimarer Nationalversammlung                                 | (Einbindung und Zustimmung des Staatenausschusses)                                       | Entwürfe von Innenminister Hugo Preuß; Weimarer Reichsverfassung  | Reform der Reichsverfassung                                                                      |
| Bundesrepublik Deutschland                               | Frankfurter Dokumente, Rittersturz-Konferenz                  | Parlamentarischer Rat                                        | Landtage der betroffenen Staaten (Zustimmung der drei westalliierten Militärgouverneure) | Verfassungskonvent auf Herrenchiemsee; „Bonner“ Grundgesetz       | Neukonstituierung auf einem Teil des Staatsgebietes                                              |
| Vereintes Deutschland                                    | Einigungsvertrag                                              | Bundestag                                                    | Volkskammer der DDR                                                                      | (Änderungen des Grundgesetzes)                                    | keine Staatsgründung, nur Beitritt Ostdeutschlands                                               |

Im Jahr 1848 ließ der Bundestag, die Vertretung der Einzelstaaten im Deutschen Bund, eine konstituierende Nationalversammlung wählen. Sie sollte einen Verfassungsentwurf erarbeiten und mit den Einzelstaaten vereinbaren. Diese aber etablierte bereits eine vorläufige Verfassungsordnung aus eigenem Recht und wählte einen Reichsverweser als Ersatz-Monarchen. Ebenso war die Nationalversammlung der Auffassung, dass sie allein die endgültige Reichsverfassung vom 28. März 1849 in Kraft gesetzt hatte. 28 Regierungen nahmen die Verfassung an. Die Monarchen der größeren Gliedstaaten wie Preußen aber bestanden auf der Verfassungsvereinbarung.

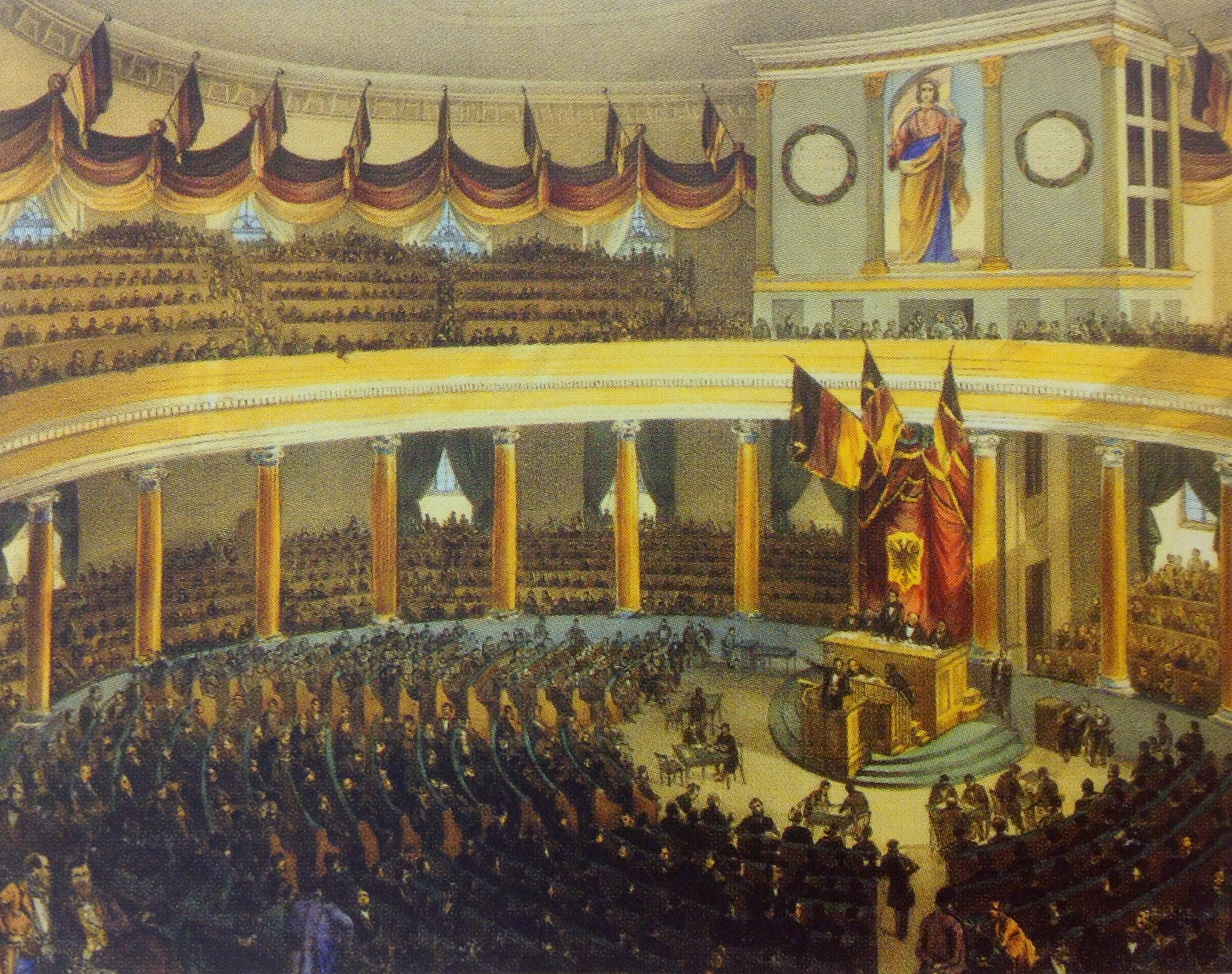
Die Frankfurter Nationalversammlung, 1848

Der preußische König lehnte Kaiserkrone und Reichsverfassung aus Frankfurt ab. Mit dem Dreikönigsbündnis vom Mai 1849 stellte er einen konservativeren Verfassungsentwurf vor. Dieser Einigungsversuch erhielt später den Namen Erfurter Union. Der Plan war es, dass die beteiligten Regierungen ein Unionsparlament wählten, das den Verfassungsentwurf annahm. Dies geschah im Frühjahr 1850. Doch der König hatte das Interesse an der Union verloren und hielt die Verfassung immer noch für zu liberal. Anstatt eine Regierung einzusetzen, machte er die Gründung der Union plötzlich davon abhängig, dass die übrigen Staaten der Verfassung (noch einmal) formal zustimmten. In der Herbstkrise 1850 gab Preußen die Union endgültig auf.

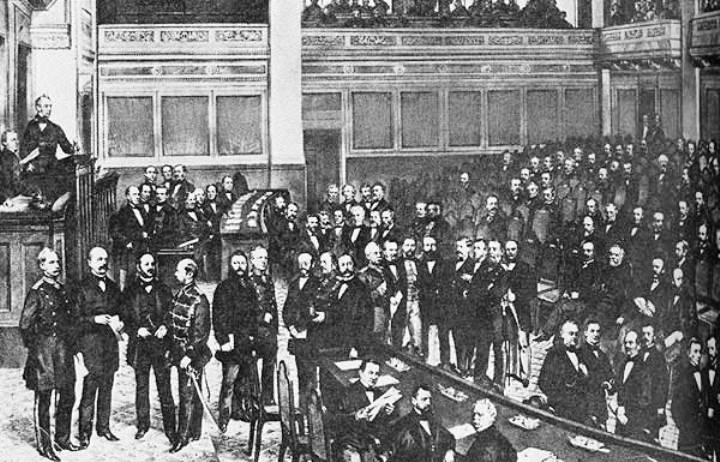
Der konstituierende Norddeutsche Reichstag gründete zusammen mit den verbündeten Regierungen den Norddeutschen Bund.

Als 1867 der Norddeutsche Bund zum (Bundes-)Staat wurde, ließen die Einzelstaaten zunächst einen konstituierenden Reichstag wählen. Diese Versammlung sollte allein der Diskussion und Annahme der Verfassung dienen. Mit ihr vereinbarten die verbündeten Regierungen der Einzelstaaten Bismarcks Verfassungsentwurf. Zusätzlich nahmen die Landtage den Entwurf an. Die Bundesverfassung war also doppelt vereinbart: zwischen den Einzelstaatsregierungen und der gesamtstaatlichen Volksvertretung, und zwischen der gesamtstaatlichen Volksvertretung sowie dem Volk in den Einzelstaaten. Danach galt der Bund als gegründet, und die Bundesorgane wurden eingesetzt. Der preußische König ernannte, als Bundespräsidium entsprechend der Bundesverfassung, einen Bundeskanzler (die Exekutive) und ließ im August den ersten ordentlichen Reichstag wählen (das Parlament).
Keine Vereinbarung stand an der Wiege der Weimarer Verfassung. Die Weimarer Nationalversammlung, 1919 gewählt nach Revolutionsrecht, beschloss die Verfassung aus eigener Macht heraus am 30. Juli 1919. Allerdings galt bei der Gesetzeszitierung nicht dieses Datum, sondern der 11. August, als Reichspräsident Friedrich Ebert die Verfassung unterzeichnete. Dies war in der Verfassung nicht vorgesehen, sondern „ein kleines Stück monarchische Tradition“, so Stefan Danz.
Das Grundgesetz von 1949 wurde wiederum vereinbart. Zunächst hatte es einen Auftrag der westlichen Besatzungsmächte gegeben, eine Verfassung zu erarbeiten. Die Landtage der westdeutschen Länder entsandten Abgeordnete in den Parlamentarischen Rat. Dieser diskutierte über einen Verfassungsentwurf und nahm ihn an. Die Besatzungsmächte stimmten dem Entwurf zu. Schließlich entschieden die Landtage; es reichte aus, dass mehr als zwei Drittel der Landtage das Grundgesetz annahmen – jedoch zunächst nur in den betreffenden Ländern.

## Belege
1. 1 2  Ernst Rudolf Huber: Deutsche Verfassungsgeschichte seit 1789. Band II: Der Kampf um Einheit und Freiheit 1830 bis 1850. 3. Auflage, W. Kohlhammer, Stuttgart [u. a.] 1988, S. 318.
2. ↑  Ralf Heikaus: Die ersten Monate der provisorischen Zentralgewalt für Deutschland (Juli bis Dezember 1848). Diss., Peter Lang, Frankfurt am Main 1997, S. 370 f.
3. ↑  Stefan Danz: Rechtswissenschaft und Revolution. Kontinuität von Staat und Rechtsordnung als rechtswissenschaftliches Problem, dargestellt am Beispiel der Novemberrevolution von 1918 in Deutschland. Verlag Dr. Kovač, Hamburg 2008, S. 164.